# Кога ще пристигнем?
„Кога ще пристигнем?“ (на английски: Are We There Yet?) е американска комедия от 2005 г. на режисьора Браян Левант, по сценарий на Стивън Гари Банкс, Клаудия Грациозо, Дж. Дейвид Стем и Дейвид Н. Уайз. Във филма участват Айс Кюб, Ния Лонг, Алийша Алън, Филип Даниъл Болдън, Джей Мор и Трейси Морган.
Продуциран от „Революшън Студиос“ и „Кълъмбия Пикчърс“, филмът е пуснат по кината на 21 януари 2005 г. Продължението, „Свършихме ли вече?“ е пуснат през април 2007 г., и телевизионния сериал, включващ главните герои на филма, е излъчен премиерно през 2010 г.